# Piper pseudopothifolium
Piper pseudopothifolium är en pepparväxtart som beskrevs av C. Dc.. Piper pseudopothifolium ingår i släktet Piper och familjen pepparväxter. Inga underarter finns listade i Catalogue of Life.